# Христос Янарас
Христос Янарас (на гръцки: Χρήστος Γιανναράς) е виден гръцки философ и богослов.

## Биография
Роден е в 1935 година в Атина. Учи богословие в Атинския университет и философия в Бон и Париж. Получава докторска степен в Богословския факултет на Солунския университет и от Факултета за филология и хуманитарни науки на Сорбоната.